# Кафедра всесвітньої історії ПНУ ім.Василя Стефаника
Кафедра всесвітньої історії (до 1992 кафедра загальної історії) — кафедра на факультеті історії, політології і міжнародних відносин ПНУ ім.Василя Стефаника.

## Назви
- Кафедра загальної історії 1968—1992
- Кафедра Стародавнього світу і Середніх віків 1992—1998
- Кафедра всесвітньої історії з 1998

## Завідувачі кафедри
- Патлажан Юхим Ізраїльович (1968—1990); Федорчак Петро Степанович (1990—1991); Кугутяк Микола Васильович (1991—1992); Заборовський Ярослав Юрійович (1992—1998); Кугутяк Микола Васильович (1998—2006); Жерноклеєв Олег Станіславович (з 2006)

## Історія кафедри

### Радянський період
У період від 1968 до 1992 року кафедра загальної історії під керівництвом професора Юхима Патлажана та доцента Ярослава Мельничука, який виконував обов'язки декана, змогли зібрати цілу плеяду провідних науковців не тільки з республіки але і з інших куточків Радянського союзу.

Проф. Ю.І. Патлажан

З 1968 року на історико-філологічному факультеті Івано-Франківського державного педагогічного інституту була відкрита кафедра загальної історії. З моменту створення в 1968 до 1987 кафедру очолював професор Юхим Патлажан, ґрунтовний спеціаліст з історії Стародавнього Риму.В 1968 році на кафедрі загальної історії розпочав працювати Василенко Борис Анатолійович відомий історик, спеціаліст з античної археології, який під керівництвом доктора історичних наук, професора Петра Йосиповича Каришковського захистив кандидатську дисертацію на тему "Керамічні тавра з античних поселень на побережі Дністровського лиману як джерело для вивчення торгових зв'язків Північно-Західного Причорномор'я з грецьким світом в V-ІІІ століття до нашої ери." На кафедрі проводила дослідження Чудіновських Емма Іллінічна, яка захистила кандидатську дисертацію на тему "Торгівля далматійських міст з центральним і східним Середземномор'ям в кінці XIII - першій половині XV ст. (на матеріалах Трогира, Дубровника, Котора). Науковий керівник відомий візантиніст Сюзюмов Михайло Якович Крім того з моменту створення на кафедрі працював спеціаліст з історії Польщі Мельничук Ярослав Степанович, який захистив кандидатську дисертація на тему "Аграрні відносини в Сяноцькій землі в другій половині XVII ст." під керівництвом Похилевича Дмитра Леонідовича. В 1968 році на роботу при кафедрі загальної історії з Дрогобицького університету влаштувався Заборовський Ярослав Юрійович провідний спеціаліст з історії Риму, який у Ленінграді захистив кандидатську дисертацію на тему: "Спроби вирішення аграрної кризи 130-х рр до.н.е" під керівництвом Сергієнко Марії Юхимівної.
В 1970 році після важкої хвороби померла викладачка Чудіновських Емма Іллінічна, за великий вклад у вивчення історії слов'ян Балкан про пані Емму було опубліковано некролог в журналі "Радянське слов'янознавство". В 1970-ті роки на кафедрі розпочав працювати Хенегар Георгій Йосипович, спеціаліст з історії Румунії, який захистив дисертацію на тему "Політичний курс Румунії в період 1908-1912 рр." Саме він запровадив на історико-філологічному факультеті Івано-Франківського державного педагогічного інституту екзаменування у присутності всієї групи студентів.
У 1980-му на кафедрі відкрили Музей археології, за ініціативи доцента Бориса Василенко та групи студентів серед них Ігоря Кочкіна. У 1981 році заступником декана став доцент кафедри Іванцев Ігор Денисович. В 1982 році після тривалої хвороби кафедру залишив Мельничук Ярослав Степанович. За значні успіхи у вивченні слов'янської історії викладачі кафедри загальної історії в 1981-му році були ушановані внесенням до книги  "Історики славісти СРСР" Мельничук Ярослав Степанович та Чудіновських Емма Іллінічна (посмертно) Станом на 1980-ті в УРСР функціонував двадцять один факультет історії, одним із них був історико-педагогічний факультет тоді ще Івано-Франківського педагогічного інституту. В 1989 році доктор історичних наук Юхим Патлажан отримав вчене звання професора кафедри загальної історії.
В 1990 році кандидат історичних наук Заборовський Ярослав Юрійович став професором кафедри загальної історії.
На кафедрі протягом 1968—1990 рр. працювали: д.і.н. професор Юхим Патлажан; к.і.н. професор Ярослав Заборовський; к.і.н. доцент Борис Василенко; к.і.н. доцент Ярослав Мельничук; к.і..н доцент Емма Чудиновських; к.і.н. професор Ігор Іванцев; к.і.н. доцент Георгій Хенегар к.і.н. доцент Іван Пендзей.

### Спроби реформ
В 1991 році на основі переформатування кафедри загальної історії постала кафедра Стародавнього світу і Середніх віків, яку очолив професор Заборовський Ярослав Юрійович спеціаліст з історії Республіканського Риму. В 1992 році на базі кафедри історії СРСР створено кафедру нової і новітньої історії яку очолив учень професора Петра Степановича Федорчака, доцент Кугутяк Микола Васильович. Професор Петро Федорчак заснував кафедру історії слов'ян, яку очолював до 2006 року. В 1991 році доцент кафедри Ігор Іванцев спеціаліст з історії Болгарії обраний деканом факультету історії, який очолював до 1993 року. В 1998 році кафедру нової і новітньої історії було об'єднано з кафедрою історії Стародавнього світу і Середніх віків під назвою кафедри всесвітньої історії на чолі із деканом історичного факультету професором Миколою Кугутяком Станом на 1999 р на кафедрі працювало три професори: Миколою Кугутяк, Борис Савчук та Ігор Іванцев В 1999 році роботу на кафедрі розпочав доцент Томенчук Богдан Петрович ґрунтовний спеціаліст з питань археології та середньовічної історії Галицької землі.
В 2000 році професор Савчук Борис Петрович залишив кафедру всесвітньої історії і перейшов на кафедру історіографії та джерелознавства, яку очолював з 2000 до 2005 р. У 2006 році з кафедри пішов професор Кугутяк Микола Васильович, який створив та очолив кафедру етнології та археології, якою керував до 2014 р. Того ж року Музей археології було переведено у підпорядкування кафедри етнології та археології.
В 2011 році вчене звання професора кафедри отримав Жерноклеєв Олег Станіславович. В 2014 році університет увійшов до категорії "Е" з підготовки студентів в країнах СНД. Кафедра опинилась в 5 категорії ВНЗ пострадянських країн.
В 2015 році на кафедрі всесвітньої історії Мирослав Волощук заснував Центр медієвістичних студій для активнішого ведення дослідницької роботи з історії Середніх віків. В 2016 році звання професора отримав Волощук Мирослав Михайлович. В 2018 році професором кафедри став Борчук Степан Миколайович.
В лютому 2024 року доценти кафедри всесвітньої історії Марущенко Олександр Володимирович та Бурачок Лілія Василівна отримали членські квитки Національної спілки краєзнавців України.
З 1990 року на кафедрі встигли працювати: к.і.н. професор Ярослав Заборовський; д.і.н. професор Микола Кугутяк; д.і.н. професор Петро Федорчак; к.і.н. доцент Лариса Правдива; к.і.н. доцент Юрій Томин; к.і.н. доцент Анатолій Крюков; к.і.н. професор Ігор Іванцев; д.і.н. професор Борис Савчук; к.і.н. доцент Мар'яна.Засипко; к.і.н. доцент Лілія Щербін; к.і.н. доцент Олександр Марущенко; д.і.н. професор Мирослав Волощук; д.і.н. професор Степан Борчук; к.і.н. доцент Богдан Томенчук; к.і.н доцент Лілія Бурачок; д.і.н. професор Олег Жерноклеєв.
Станом на 2024 рік на кафедрі працює 3 доктори наук з вченим званням професор, 4 кандидати історичних наук зі званням доцент, 1 доктор філософії (PhD) без вченого звання.

### Кафедра всесвітньої історії
Кафедра всесвітньої історії утворена в складі історичного факультету 18 листопада 1991 р. на базі кафедри загальної історії. На той час тут працювали 11 викладачів: доктор історичних наук, професор П. С. Федорчак і 10 кандидатів історичних наук, доцентів – І. Д. Іванцев, А. В. Крюков, О. В. Марущенко, М. М. Нагорняк, І. В. Пендзей, Л. М. Правдива, М. Н. Рехтман, В. І. Сілецький, Ю. М. Томин. Восени 1991 р. кафедру очолив кандидат історичних наук, доцент М. В. Кугутяк.
З переходом на університетську систему освіти на основі кафедри всесвітньої історії 28 жовтня 1992 р. було утворено кафедру історії стародавнього світу і середніх віків (завідувач – кандидат історичних наук, професор Я. Ю. Заборовський) і кафедру нової і новітньої історії (завідувач – доктор історичних наук, професор М. В. Кугутяк).
У 1993 р. зі складу кафедри нової і новітньої історії виділилась кафедра історії слов’ян (завідувач – доктор історичних наук, професор П. С. Федорчак). У червні 1998 р. кафедра історії стародавнього світу і середніх віків і кафедра нової і новітньої історії були об’єднанні в кафедру всесвітньої історії, яку очолив професор М. В. Кугутяк.
Станом на 2000 р. на кафедрі всесвітньої історії працювало 11 викладачів: два доктори історичних наук, професори М. В. Кугутяк і Б. П. Савчук, кандидат історичних наук, професор І.Д. Іванцев та сім кандидатів історичних наук, доцентів – С. М. Борчук, В. С. Великочий, С. М. Дерев’янко, О. С. Жерноклеєв, І. В. Пендзей, М. М. Соя, Б. П. Томенчук і старший викладач І. Т. Кочкін.
У 2006 р., у зв’язку із започаткуванням спеціальності «Етнологія», було створено відповідну кафедру, яку очолив проф. Микола Кугутяк, натомість завідувачем кафедри всесвітньої історії було обрано доцента Олега Жерноклеєва, який 21 вересня наступного, 2007 року захистив докторську дисертацію на тему: «Національні секції австрійської соціал-демократії в Галичині й на Буковині (1890–1918 рр.)». У 2013 та 2021 р. проф. О.С.Жерноклеєв був знову переобраний завідувачем кафедри на новий термін.
Під науковим керівництвом проф. О. С. Жерноклеєва були захищені 1 докторська та 12 кандидатських дисертацій:
У 2008–2013 р. чисельність викладачів кафедри становила сім осіб, серед них два професори і п’ять доцентів.
У 2016 р. відбулися суттєві кадрові зміни у штатному розписі кафедри. Завершили свою викладацьку діяльність і пішли на заслужений відпочинок багатолітній проректор університету з навчальної роботи, професор кафедри Іванцев І.Д. та доцент Пендзей І.В.
Натомість кафедра всесвітньої історії «поповнилася» двома новими професорами: докторські дисертації захистили доценти кафедри Волощук Мирослав Михайлович («“Русь” в Угорському королівстві (ХІ – друга половина XIV ст.): суспільно-політична роль, майнові стосунки, міграції» 26 травня 2015 р.) та Борчук Степан Миколайович («Українська енциклопедична традиція XX ст.: проекти, виконавці, перспективи дослідження», 3 липня 2015 р.), які були переведені на посади професорів.
17 лютого 2015 р. старший лаборант кафедри Мар’яна Віталіївна Засипко захистила кандидатську дисертацію «Політична і соціально-економічна діяльність Данила Апостола». 10 жовтня 2016 р. асистент кафедри Андрій Євгенович Стасюк захистив кандидатську дисертацію на тему «Місіонерська діяльність Ордену францисканців на Русі XIII – першої третини XV ст.».
Протягом 2016–2019 рр. професорсько-викладацький штат кафедри залишався в незмінному складі, а саме: на кафедрі працювало 3 доктори історичних наук, професори (Жерноклеєв О.С., Борчук С.М., Волощук М.М.), 2 кандидати наук, доценти (Бурачок Л.В., Щербін Л.В.), 1 кандидат наук, асистент (Засипко М.В.).
У результаті об’єднання кафедр після розформування кафедри історіографії та джерелознавства до колективу влився доц. Марущенко О.В., а згодом – доц. Довган Ю.Л.
Станом на 2024 р. на кафедрі всесвітньої історії працюють 3 доктори історичних наук, професори (Жерноклеєв О.С., Борчук С.М., Волощук М.М.), 4 кандидати наук, доценти (Бурачок Л.В., Довган Ю.Л., Марущенко О.В., Щербін Л.В.), 1 доктор філософії з історії та археології, асистент (Кардаш О.Н.).
Науково-дослідна робота є одним із пріоритетних напрямів діяльності викладацького колективу кафедри всесвітньої історії. За минулі десятиліття діяльності кафедри її викладачами опубліковано, окрім численних колективних, одноосібні монографії: Бурачок Л. Громадсько-політична діяльність Осипа Назарука (1883-1940 рр.). Івано-Франківськ, 2008. 168 с.; Щербін Л. Українське питання в діяльності Конституційно-демократичної партії Росії (1905–1918 рр.). Івано-Франківськ, 2011. 240 с.; Борчук С. Українська енциклопедична традиція XX ст.: проекти, виконавці, перспективи дослідження. Івано-Франківськ, 2014. 604 с.; Волощук М. «Русь» в Угорському королівстві (ХІ – друга половина XIV ст.): суспільно-політична роль, майнові стосунки, міграції. Івано-Франківськ, 2014. 496 с.;  Voloshchuk Myroslav. Ruthenians (the Rus’) in the Kingdom of Hungary, 11th to Mid-14th Centuries. Settlement, Property, and Socio-Political Role / [translated by Yaroslav Prykhodko] [in:] East Central and Eastern Europe in the Middle Ages, 450—1450 / [General Editors Florin Curta and Dušan Zupka]. Leiden; Boston: Brill, 2021. Vol. 76. 347 p.; Жерноклеєв О. Третій чин. Миряни в католицьких чернечих спільнотах: нариси історії. Івано-Франківськ: Фоліант, 2015. 232 с.; Соловка Л., Жерноклеєв О. Крихівці / Крехівці: коріння, що воскрешає, оживляє, творить. Івано-Франківськ: Фоліант, 2020. 784 с.(«Краща книга Прикарпаття 2020» в номінації «Народознавство. Краєзнавство» (2021 р.) та ін.
У 2015 р. при кафедрі всесвітньої історії на громадських засадах утворено Центр медієвістичних студій, який очолює проф. М. Волощук. У центрі активно співпрацюють молоді й перспективні дослідники: Андрій Стасюк, Андрій Павлюк, Сергій Дубчак, Ірина Тимар, Андрій Носенко, Остап Кардаш, Михайло Климович та ін.
Наукові дослідження викладачів кафедри всесвітньої історії здійснюються в рамках загальної затвердженої кафедральної теми «Центрально-Східна Європа: етнополітичні процеси, соціальні трансформації, міжнародні відносини» (державний реєстраційний номер 0112U003030), а також в рамках двох дослідницьких напрямів Центру медієвістичних студій (від 2015 р.) – «Галич і Галицька земля (до кінця XVIII ст.)» та «Міграційні процеси і міжнародні відносини в Європі ІХ–XIV ст.».
Тематика наукових досліджень викладацького колективу кафедри відповідає профілю підготовки фахівців із всесвітньої історії, тому наукова діяльність кафедри справляє значний вплив на методичне забезпечення процесу та підвищення якості підготовки фахівців спеціальності 032 «Історія та археологія» та 014 «Середня освіта (Історія)». Інтереси науковців кафедри віддзеркалюються в тематиці курсових, бакалаврських, дипломних та магістерських робіт студентів. Апробація наукових здобутків здійснюється в процесі викладання спецкурсів, курсів за вибором та наукових семінарів.
Викладачі кафедри активно беруть участь в наукових конференціях, у тому числі всеукраїнських і міжнародних. Зокрема, від 2010 р. Мирослав Волощук є постійним співорганізатором Міжнародної наукової конференції серії Colloquia Russica (спільно з Ягелонським університетом, м. Краків, Республіка Польща), що проходили у Кракові (2010, 2015), Варшаві (2012), Перемишлі (2012, 2018), Могільно в Польщі (2013), Спішському Подградьї у Словаччині (2014), Плзні в Чехії (2016), Львові (2017). Дві з них відбулися в Івано-Франківську на базі Прикарпатського національного університету імені Василя Стефаника, зокрема 20–22 жовтня 2011 р. «Князівства Галицької і Волинської земель в міжнародних відносинах ХІ–XIV ст.», а також 25–27 травня 2017 р. – «Середньовічна Русь: проблеми термінології». До участі в цих конференціях залучаються не лише вже відомі й досвідчені науковці, але й молоді дослідники, докторанти, аспіранти та студенти кафедральної спеціалізації, а національне представництво кожної з цих конференцій охоплює від 5 до 10 європейських країн. Регулярно публікуються матеріали цих наукових дискусій.
У 2014 р. кафедра всесвітньої історії спільно з Інститутом українознавства імені Івана Крип’якевича НАН України та Представництвом Фонду Конрада Аденауера в Україні провела Міжнародну наукову конференцію, присвячену 100-річчю початку Першої світової війни: «Перша світова війна в історичній долі народів Центрально-Східної Європи» (Івано-Франківськ – Львів, 25–27 вересня 2014 р.) за участі науковців не лише з України, але й Німеччини, Хорватії, Угорщини.
У 2012 та 2017 рр. М.М. Волощук взяв участь у II та III Конгресі іноземних дослідників історії Польщі (Краків, Польща), а 2018 р. – у VI Конгресі польських медієвістів у Вроцлаві (Польща).
Відповідальним за напрям наукової роботи та міжнародне співробітництво на кафедрі є проф. Мирослав Волощук. Він у 2010–2019 рр. став учасником цілого ряду стипендіальних та грантових програм Німеччини (Preussischer Kulturbesitz beim Geheimen Staatsarchiv PK), Польщі (Muzeum historii Polski, Stypendia Polskiego Komitetu ds. UNESCO; Fundusz Królowej Jadwigi, ERASMUS+ IANUS II, Wołosi w europejskiej i polskiej przestrzeni kulturowej Migracje – siedziby – dziedzictwo kulturowe), Словаччини (Slovenská akademičná informačná agentúra, ERASMUS+), Франції (Foundation Maison des Sciences de l’homme), Угорщини та Чехії (Visegradfund), у 2016 став членом Українсько-угорської комісії істориків і лауреатом Урядової нагороди Угорщини PRO CULTURA HUNGARICA (2016). Підтримує активні наукові зв’язки з польськими науковими інституціями та вищими навчальними закладами (Варшавський, Ягелонський університети, Академія наук у Варшаві та Академія вмінь у Кракові, Університетом Казимира Великого у Бидгощі, Університетом Адама Міцкевича у Познані, Університетом Марії Кюрі-Склодовської у Любліні, Лодзьким університетом), Університетом Коменського у Братиславі (Словаччина), Печським та Дебреценським університетами, Університетом Йозефа Аттіли у Сегеді, а також Інститутом Балашші у Будапешті (Угорщина), Карловим університетом у Празі (Чехія), Інститутом Великого князівства Литовського в Університеті Вітовта Великого у Каунасі (Литва), Університетом Святого Климента Охридського у Софії (Болгарія), Сучавським університетом імені Стефана Великого (Румунія).
Неабиякого розвою набула останнім часом видавнича діяльність кафедри. Вихід у світ «Вісника Прикарпатського університету», серії «Історія» забезпечували як відповідальні секретарі його редакційної колегії: у 1998–2007 рр. – О.С.Жерноклеєв, а з 2008 року й до 2017 р. – доцент кафедри всесвітньої історії Лілія Василівна Щербін. Усього вийшло 29 випусків Вісника, це видання входило до переліку наукових фахових видань України, у яких оприлюднюються й проходять апробацію результати дисертаційних робіт на здобуття наукових ступенів доктора й кандидата історичних наук.
Від 2010 р. при кафедрі всесвітньої історії (а з 2016 р. – при Центрі медієвістичних студій) публікується студентське наукове періодичне видання «Студентські історичні зошити» (станом на 2023 р. вийшло 15 його номерів, гол. ред. – проф. М.М.Волощук, відп. секр. – д-р філос. О.Н.Кардаш), а від 2016 р. – у рамках роботи Центру медієвістичних студій – збірник наукових праць «Галич» (видано по 8 випусків у 2-х паралельних серіях). Також проф. М.М.Волощук є головним редактором журналу «Галичина: науковий і культурно-просвітній краєзнавчий часопис», що є фаховим виданням категорії Б.
При кафедрі всесвітньої історії діє аспірантура (з 2016 р. – освітньо-наукова програма з підготовки докторів філософії – PhD) за спеціальністю 032 «Історія та археологія».
З 2016 р. кафедра всесвітньої історії є випусковою для освітніх програм спеціальності 032 «Історія та археологія» освітньо-кваліфікаційних рівнів «магістр» і «доктор філософії» (PhD).
Упродовж десятиліть свого існування й діяльності кафедра забезпечує для студентів факультету читання фундаментальних нормативних навчальних дисциплін всесвітньо-історичного циклу: історії Стародавнього Сходу, історії античної цивілізації, історії Середніх віків, історії країн Західної Європи та Америки в Новий та новітній час, історії краї Азії та Африки та інших, цілої низки спеціальних курсів, дисциплін за вибором студента, наукових семінарів у рамках кафедральної спеціалізації «Історія міжнародних відносин ХІ–ХХІ ст.», а також з історії світової цивілізації (для студентів неісторичних спеціальностей), історії країн, мова яких вивчається (для студентів факультету іноземних мов) та багато інших. Викладачі щороку тісно співпрацюють з Малою академією наук (доценти Бурачок Л.В., Марущенко О.В., Щербін Л.В.).
Викладачі кафедри проводять значну виховну роботу, практично всі виконували чи виконують обов’язки кураторів академічних груп.
За підсумками загального рейтингу ефективності діяльності кафедр Прикарпатського національного університету імені Василя Стефаника Кафедра всесвітньої історії зайняла 7-е місце серед усіх 75 кафедр університету в 2022 році, та 8-е місце – у 2023 році

## Наукова школа з Історії світових цивілізацій та археології
З 1968 року на кафедрі працюють ґрунтовні спеціалісти з історії світових цивілізацій та археології, які змогли підготувати не одне покоління науковців. Назва школи є збірною назвою, яка зрідка зустрічається в окремих спогадах викладачів. Професор Юхим Патлажан, є вихованцем Артемія Григоровича Готалов-Готліба, який є вихованцем одного із засновників Одеської історико-археологічної школи Федора Івановича Успенського. Докторською дисертацією Юхима Патлажана керував Ісак Ізраїльович Мінц, який був вихованцем Михайла Миколайовича Покровського, який у свою чергу вихований Павлом Гавриловичем Виноградовим (професор Імператорського Московського та Оксфордського університетів) Василем Йосиповичем Ключевським. Усі вихованці Юхима Ізраїльовича з 1954 до 1990 року фактично є продовжувачами історичних традицій, закладених в Одесі професором Федором Успенським та в Москві професорами Павлом Виноградовим і Василем Ключевським. Доцент Василенко Борис Анатолійович - учень Петра Йосиповича Каришковського (вчителем якого також був Артемій Готалов-Готліб, а відповідно і його вчитель Федір Успенський) заклав перші на Прикарпатті археологічні осередки. Професор Ярослав Юрійович Заборовський вихованець Івана Івановича Вейцківського та Марії Юхимівни Сергієнко, історичні традиції яких сягають Московського та Ленінградського університетів. Через вчителя Івана Вейцківського він фактично є спадкоємцем історичної школи Леопольда фон Ранке, офіційного історіографа Пруссії. Доцент  Емма Іллінічна Чудіновських - вихованка Уральської історичної школи візантиністики професора Сюзюмова Михайла Яковича. Усі історичні традиції закладені на кафедрі загальної історії збережені вихованцями серед яких Федорчак Петро Степанович та Кугутяк Микола Васильович, які є учителями низки теперішніх викладачів кафедри, зокрема доцентів Довгана Юрія Любомировича та Щербін Лілії Василівни.

### Історична школа Олега Станіславовича Жерноклеєва
Під науковим керівництвом проф. О. С. Жерноклеєва захищені 1 докторська та 12 кандидатських дисертацій:
- Передерко Віталій Петрович – кандидатська дисертація «Галичина в політиці Російської імперії (1900–1914 рр.)» (21.12.2007)
- Гранат Юлія Станіславівна – кандидатська дисертація «Етноконфесійні процеси в Автономній Республіці Крим» (21.10.2008)
- Пунько Лідія Богдана – кандидатська дисертація «Етноконфесійні процеси в Галичині (1919–1939 рр.)» (9.06.2009)
- Адамович Сергій Васильович – докторська дисертація «Соборність та регіональний розвиток у суспільно-політичному житті незалежної України» (13.09.2011)
- Гаврилишин Петро Михайлович – кандидатська дисертація «Імміграційна політика Італійської Республіки в 1990–2011 рр. (На прикладі української імміграції)» (30.11.2012)
- Клим’юк Уляна Богданівна – кандидатська дисертація «Ідея польської державності в суспільно-політичному житті Галичини в роки Першої світової війни» (21.02.2014)
- Нащочин Оксана Миколаївна – кандидатська дисертація «Польсько-французькі відносини в контексті євроінтеграційної політики Польщі (1993‒2004 рр.)» (12.12.2018)
- Розлуцький Назарій Васильович – кандидатська дисертація «Боротьба радянського режиму проти українського визвольного руху на території Станіславської області (1944–1956 рр.): військовий аспект» (26.12.2018)
- Горбенко Алла Сергіївна – кандидатська дисертація «Соціальна діяльність Католицької Церкви серед іммігрантів у Італії в 1991−2013 рр.» (31.05.2019)
- Зварич Роман Васильович – кандидатська дисертація «Суд і судочинство в національній політиці Другої Речі Посполитої (на прикладі Станиславівського воєводства)» (04.10.2019)
- Гуменяк Андрій Романович – кандидатська дисертація «Домініканський орден у Львівській архідієцезії в другій половині XIX – середині 40-х років XX ст.» (20.10.2020)
- Яцків Оксана Ярославівна – кандидатська дисертація «Жіночі осередки францисканства в Галичині у другій половині XIX – на початку XX ст.: структура, соціальні характеристики, суспільна роль» (06.05.2021)
- Петраш Андрій Ігорович – дисертація доктора філософії з історії та археології: «Товариство Ісуса у Львівській архідієцезії в 1852–1914 рр.: релігійно-культурна та суспільно-харитативна діяльність» (12.01.2024).

### Історична школа Мирослава Михайловича Волощука
Під керівництвом професора Мирослава Михайловича Волощука ряд аспірантів здійснили фундаментальні історичні відкриття та провели ґрунтовні дослідження. Серед них слід виділити:
- Стасюк Андрій Євгенович (2016) тема кандидатської дисертації: «Місіонерська діяльність Ордену францисканців на Русі XIII – першої третини XV ст.»
- Тимар Ірина Іванівна (2021) тема кандидатської дисертації: «Образ половців у польській історичній думці ХІ–ХV ст.»
- Кардаш Остап Назарович (2024) тема кандидатської дисертації «Латинська та кирило-мефодіївська церковні традиції ІХ–ХІ ст.: східний фронтир канонічного протистояння»

## Структурні підрозділи

### Музей археології 1980-2006
Музей археології кафедри загальної історії створений в 1980 році за ініціативи доцента Василенко Бориса Анатолійовича та групи його студентів, як матеріальна база дослідження археології. В музеї знаходились артефакти з експедицій доцентів Василенко Бориса Анатолійовича та Томенчука Богдана Петровича. Крім того база матеріальна дослідження формувалася за результатами щорічних археологічних практик історико-педагогічного факультету Івано-Франківського державного педагогічного інституту. Музей виступав практичним та теоретичним місцем археологічних студій. В 2006 році внаслідок створення кафедри етнології та археології Музей археології було реформовано в структурний підрозділ Музей археології Прикарпаття та переданий в підпорядкування Ігора Тарасовича Кочкіна викладача кафедри етнології та археології.

### Центр медієвістичних студій
В 2015 році за ініціативи доктора історичних наук, професора Волощука Мирослава Михайловича на громадських засадах згідно наказу ректора Цепенди Ігоря Євгеновича постав Центр медієвістичних студій. Мета структурного підрозділу передбачала активізацію медієвістичних студій на базі Прикарпатського національного університету імені Василя Стефаника, розпочатих Василенком Борисом Анатолійовичем (середньовічній Галич та Подністров'я), Мельничуком Ярославом Степановичем (пізньосередньовічня Польща), Чудіновських Еммою Іллінічною (середньовічні Балкани), Томенчуком Богданом Петровичем (вплив Галича на середньовічні торгові шляхи) та, особливо – Заборовським Ярославом Юрійовичем керівником наукового семінару з історії християнської Церкви в античну добу і Середньовіччя. При ЦМС працюють кандидати історичних наук та аспіранти-випускники кафедри всесвітньої історії Прикарпатського національного університету імені Василя Стефаника.
У 2016 р. при ЦМС було засновано дві серії збірника наукових праць "Галич" з метою активніших досліджень середньовічного і ранньомодерного минулого колись знаменитого столичного центру.
Доцент Богдан Томенчук у 2023 році опублікував підсумки багаторічних студій на тему  "Археологія Давнього Галича", де описана археологія та історія міста Галич в його долітописний, літописний та пізньосередньовічний часи.
З нагоди 1125-річного ювілею Галича за вагомий внесок в дослідження археології та історії міста директор ЦМС доктор історичних наук, професор Волощук Мирослав Михайлович отримав нагороду Медаль "Галичу–1125"
1 лютого 2024 року директор ЦМС професор Мирослав Михайлович Волощук та фахівець ЦМС кандидат історичних наук Андрій Євгенович Стасюк увійшли до групи науковців, які розробляли комп'ютерну гру "Давній Галич".

## Наукове значення
- доцент Василенко Борис Анатолійович працюючи на кафедрі загальної історії —  здійснив дослідження керамічних таврів в поселення північно-західного Причорномор'я та відкрив на їх основі торговельні зв'язки грецьких колоній між Дунаєм та Дніпром з грецьким світом[30].
- доцент Мельничук Ярослав Степанович — провів ґрунтовний аналіз відносин між селянами та шляхтою в другій половині XVII століття на прикладі Польщі[5]
- доцент Чудіновських Емма Іллінічна — провела фундаментальне дослідження з історії торговельних відносин Далмації в XIII–XV століттях[31] та їх вплив на розвиток міст Балкан на основі грецьких портоланів.
- На кафедрі всесвітньої історії професор Патлажан Юхим Ізраїльович — сформував концепцію кризи рабовласницького ладу в східній частині Римської імперії в останній третині IV-го століття[3].
- Професор Заборовський Ярослав Юрійович — здійснив концептуальне дослідження аграрної кризи в Республіканському Римі[32].
- Професор Іванцев Ігор Денисович — провів дослідження історіографії міжвоєнної Болгарії, за що був нагороджений медаллю уряду Народної Республіки Болгарія "1300-річчя Болгарії"[33]
- Доцент Томенчук Богдан Петрович — сформував концепцію походження та розвитку середньовічного Галича[34] як важливого стратегічного міста на перехресті трансєвропейських і трансєвразійських торгових шляхів
- Професор Волощук Мирослав Михайлович — підготував низку досліджень з русько-угорських та русько-польських відносин Х–XIV століть. На кафедрі всесвітньої історії заснував Центр медієвістичних студій[20]

## Професорсько-викладаський склад кафедри
Станом на лютий 2024 року працюють
- Доктор історичних наук, професор Жерноклеєв Олег Станіславович
- Доктор історичних наук, професор Борчук Степан Миколайович
- Доктор історичних наук, професор Волощук Мирослав Михайлович
- Кандидат історичних наук, доцент Марущенко Олександр Володимирович
- Кандидат історичних наук, доцент Щербін Лілія Василівна
- Кандидат історичних наук, доцент Довган Юрій Любомирович
- Кандидат історичних наук, доцент Бурачок Лілія Василівна
- Доктор філософії (PhD), асистент Кардаш Остап Назарович

## Відомі працівники
- Патлажан Юхим Ізраїльович[2] 1968—1990
- Заборовський Ярослав Юрійович[15] 1968—1999
- Василенко Борис Анатолійович[30] 1968—1985
- Мельничук Ярослав Степанович 1968—1982
- Чудіновських Емма Іллінічна[35] 1968—1970

- Іванцев Ігор Денисович[36] 1977—1993, 2008—2016
- Борчук Степан Миколайович[21] з 1994
- Жерноклеєв Олег Станіславович[18] з 1997
- Томенчук Богдан Петрович[34] 1999—2006
- Волощук Мирослав Михайлович[20] з 2003

## Відомі випускники аспірантури
- Волощук Мирослав Михайлович (2003) тема: «Військово-політичні стосунки Угорського королівства з Галицьким та Галицько-Волинським князівством (кінець ХІІ–ХІІІ ст.)»
- Новосьолов Олександр Васильович (2004) тема: «Політика Румунії щодо українських земель в період диктатури Іона Антонеску (1940–1944 рр.)»[37]
- Довган Юрій Любомирович (2006) тема: «Зовнішня політика Франції, Великої Британії та США щодо національної державності України в 1917—1920 рр. у вітчизняній та українській зарубіжній історіографіях»[38]
- Щербін Лілія Василівна (2007) тема: «Конституційно-демократична партія Росії та українське питання (1905–1918 рр.)»[39]
- Гаврилишин Петро Михайлович (2012) тема: «Імміграційна політика Італійської Республіки на прикладі української трудової еміграції (1991—2011 рр.)»[40]
- Стасюк Андрій Євгенович (2016) тема: «Місіонерська діяльність Ордену францисканців на Русі XIII – першої третини XV ст.»[41]
- Розлуцький Назар Васильович (2018) тема: «Боротьба радянського режиму проти українського визвольного руху на території Станіславської області (1944–1956 рр.)»
- Тимар Ірина Іванівна (2021) тема: «Образ половців у польській історичній думці ХІ–ХV ст.»[42]
- Кардаш Остап Назарович (2024) тема: «Латинська та кирило-мефодіївська церковні традиції IX-ХІ ст.: східний фронтир канонічного протистояння»

## Див.також
- Кафедра історії України
- Кафедра історії ЦСЄ
- Факультет історії, політології і міжнародних відносин ПНУ ім.Василя Стефаника